# X-Ray (essai atomique)
 (janvier 2017).
X-Ray est le nom de code d'un essai nucléaire atmosphérique réalisé par l'armée américaine le 14 avril 1948. Le test est réalisé sur l'île d'Engebi dans l'atoll d'Eniwetok (océan Pacifique) dans le cadre de l'opération Sandstone.
C'est le premier essai de cette opération, il sera suivi de Yoke et Zebra.

## Objectifs
Les objectifs de cet essai, et plus généralement de l'opération Sandstone, sont de :
- tester les cœurs nucléaires et les initiateurs d'explosion ;
- améliorer la théorie et la connaissance des armes à implosion ;
- tester les cœurs en suspension ;
- tester les cœurs composites ;
- établir les conceptions les plus économiques en matière d'usage efficace de matériau fissile.

## Explosion
L'engin explosif X-Ray utilise un cœur composite en suspension. Il est mis à feu à 6 h 17 et dégage une puissance explosive de 37 kilotonnes. Les observateurs sur les navires dans le lagon voient un éclat lumineux et sentent la chaleur irradiée. Un nuage de condensation de 9,3 km de diamètre enveloppe rapidement la boule de feu, qui brille dans le nuage. Le bruit de l'explosion atteint les observateurs de 45 à 50 secondes après son déclenchement.
Vingt minutes plus tard, le USS Bairiko (CVE-115) lance un hélicoptère Sikorsky HO3S qui recueillera des échantillons. Le navire met aussi à l'eau des bateaux pour mesurer les niveaux de radioactivité dans le lagon. Un B-17 téléguidé vole dans les nuages radioactifs. Un char d'assaut léger téléguidé est aussi envoyé pour recueillir des échantillons de sol du cratère ainsi créé, mais tombe en panne pendant sa mission et sera remorqué dix jours plus tard.